# Vigile de Trente
Vigile de Trente, né à Rome en 355 et mort dans le val Rendena en 405, est un missionnaire chrétien actif dans la vallée de l'Adige et dans la région de Trente, dont il a été l'un des évêques marquants, d'environ 385 à 400. L'Église catholique le vénère en tant que saint et comme martyr de la foi, avec une fête le jour de sa mort, soit le 26 juin. Il est le patron de l'archidiocèse de Trente. 

## Biographie

### Ses débuts
Le nom de Vigile (en latin : Vigilius) se rapporte à la vigilance (vigilia) et à la veille (resté éveillé la nuit). On ne connaît pas le nom de son père mais celui de sa mère qui s'appelait Massenzia (it) et ceux de ses frères Claudien et Majorien, qui tous devinrent saints. Avec sa famille, Vigile quitte bientôt Rome (où il est sans doute né) pour Trente, et il complète sa formation théologique et philosophique d'abord à Athènes, où il se lie d’amitié avec Jean Chrysostome, puis à Rome. Vers 380 il revient à Trente, où l’on admire sa formation religieuse et culturelle mais aussi son humilité, au point qu’il en est nommé évêque vers 385.
La tâche lui est confiée par Valérien d'Aquilée, mais Ambroise, évêque de Milan aurait pris part à cette décision, en offrant au jeune évêque les insignes épiscopaux et en devenant son ami et son guide.

### L'épiscopat
Vigile travaille comme missionnaire à l’époque du pape Sirice, alors que bien des régions du Trentin restent encore à évangéliser. Il établit une trentaine de paroisses, et grâce à l'intérêt de l'évêque de Milan lui-même, il bénéficie de l'engagement de trois autres missionnaires venant de Cappadoce, Sisinnius, Martyre et Alexandre (it), qui vont finir par être mis à mort à Sanzeno en 397. Vigile ne tient pas rigueur à leurs assassins, et fait envoyer des reliques des trois hommes à Jean Chrysostome à Constantinople, ainsi qu'à Simplicien, le successeur d'Ambroise. Au XXe siècle, l'archidiocèse de Milan va redonner certaines de ces reliques à Sanzeno où elles reposent dans la basilique des Saints-Martyrs (it).

### Le martyre

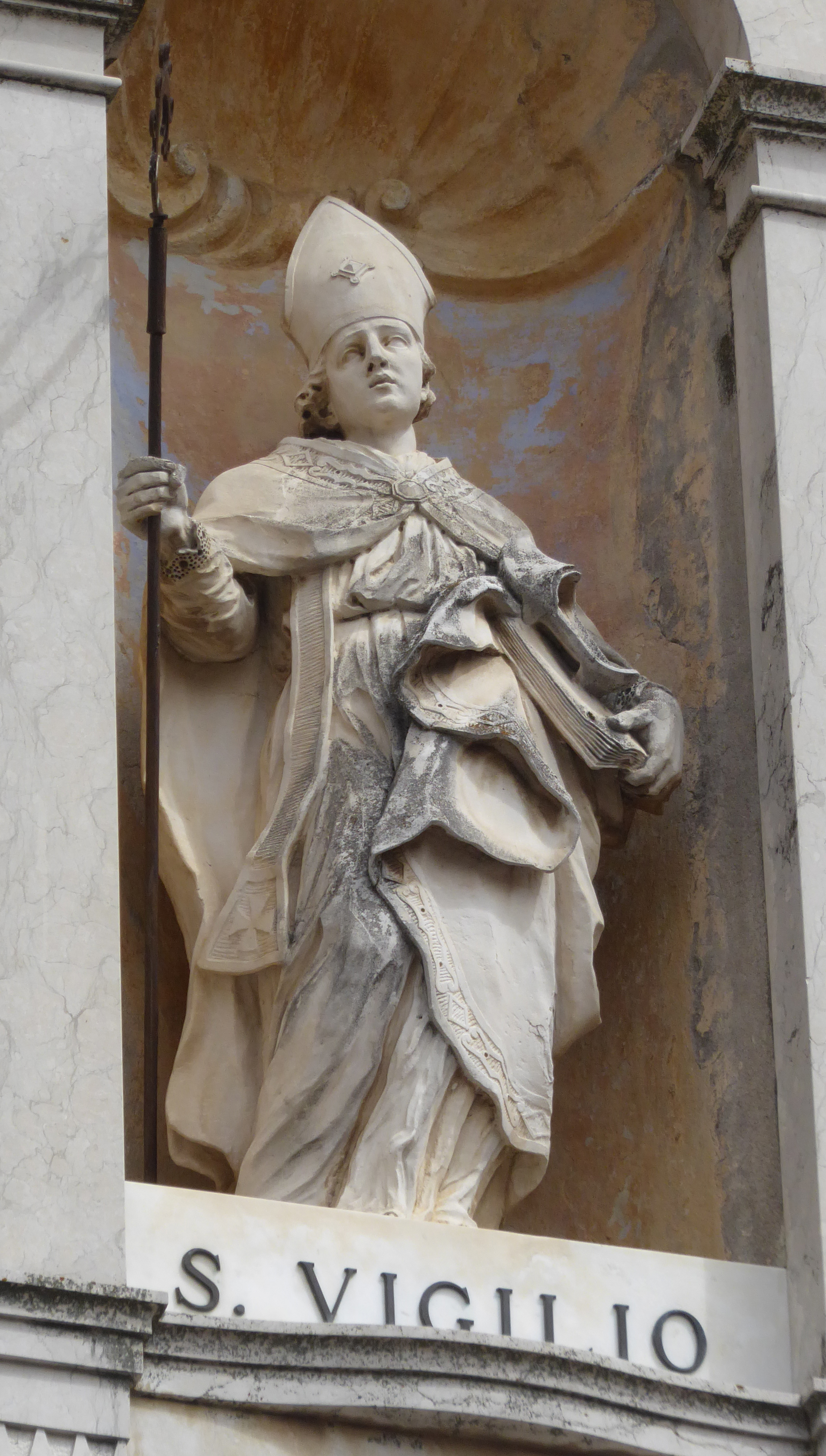
Statue de saint Vigile avec la Bible et un sabot, église Saint-Étienne de Roncone.

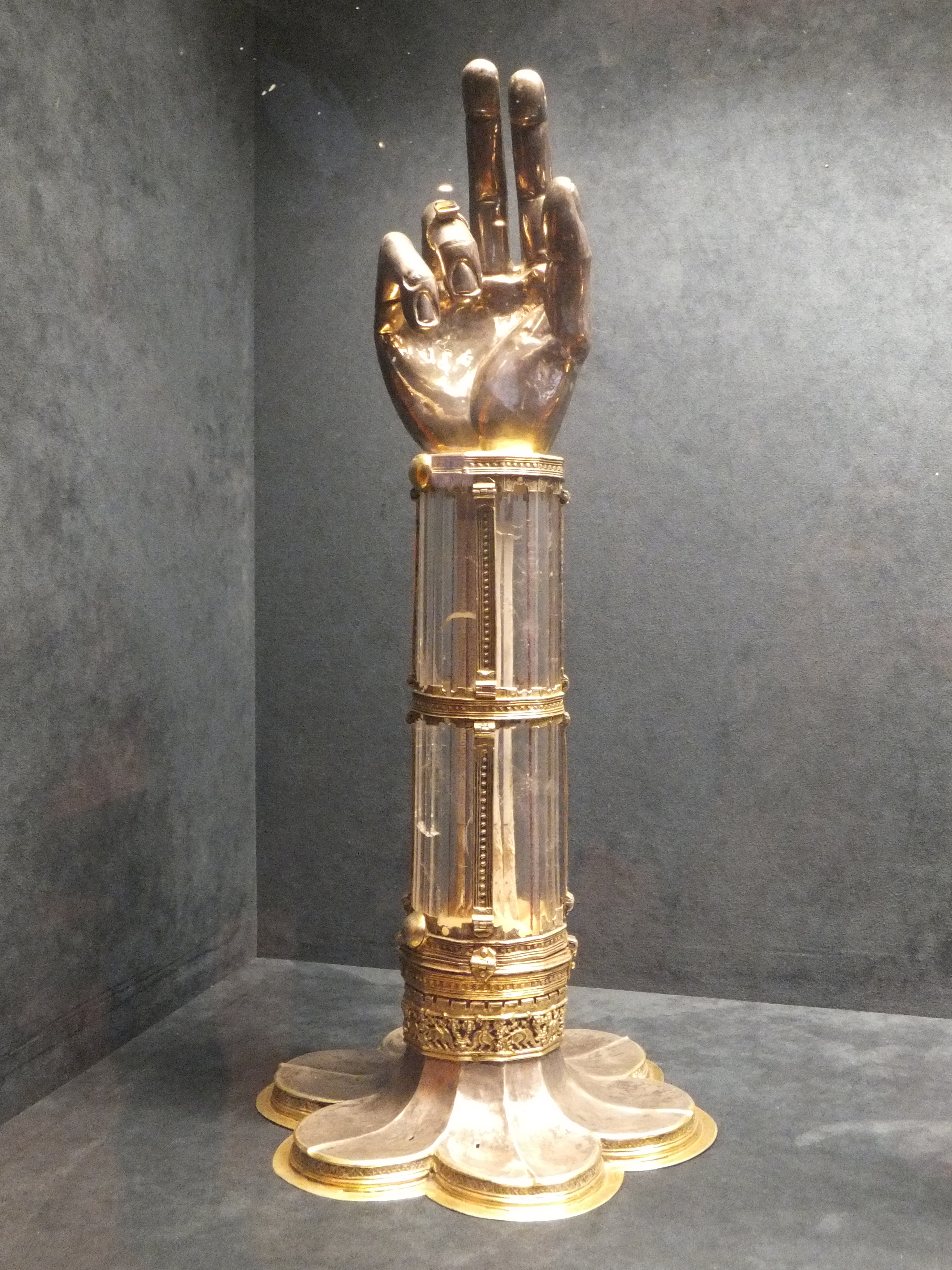
Reliquaire, musée diocésain de Trente.

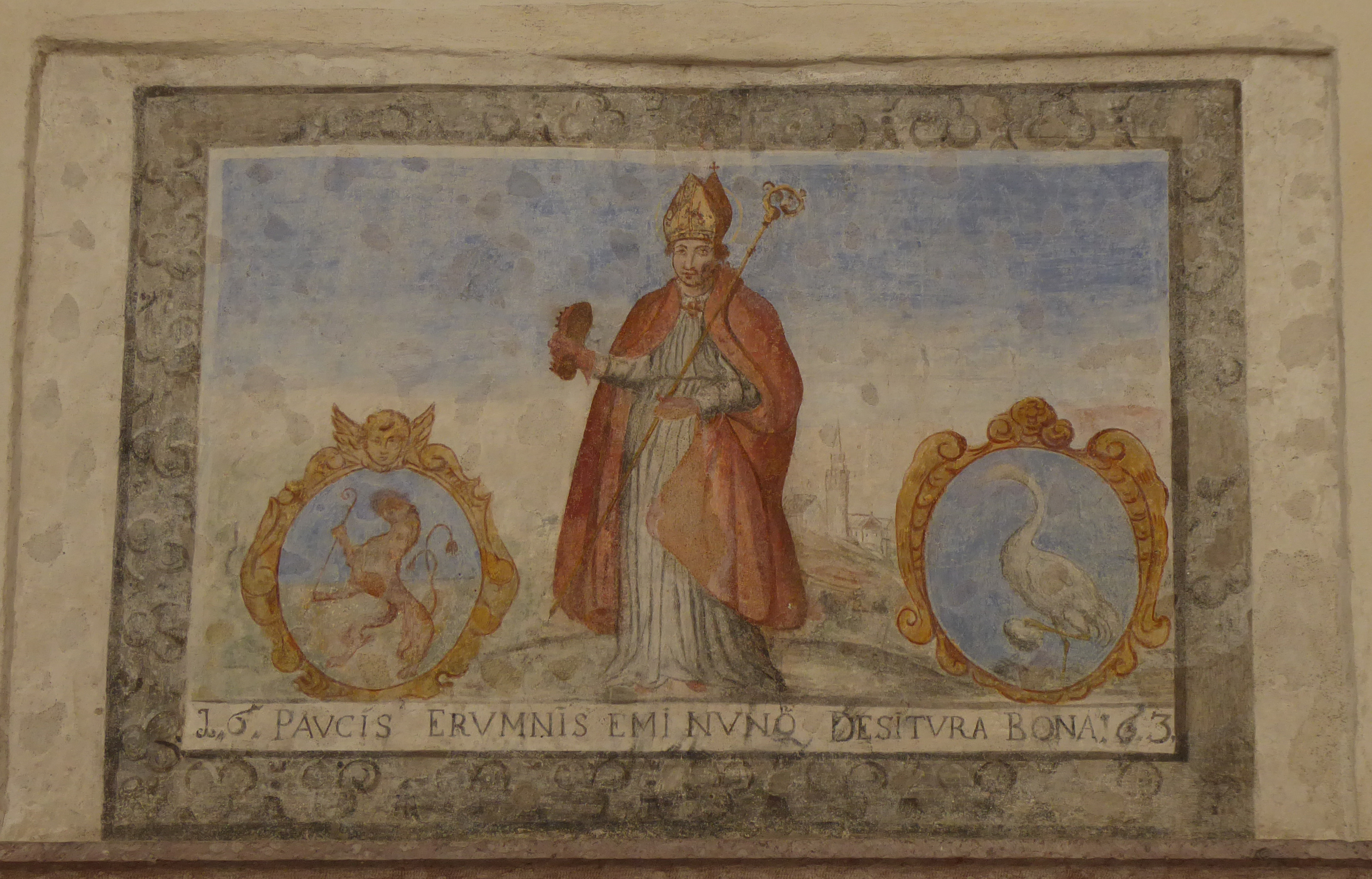
Fresque dans l'église de Mezzocorona.

Le 26 juin 405, Vigile se rend avec ses frères et un autre missionnaire dans le Val Rendena. Très assidu à combattre l'idolâtrie, il jette une statue de Saturne dans la rivière Sarca après avoir célébré la messe. Cela déclenche la colère de quelques païens qui, craignant de perdre les récoltes et leurs bénéfices, le tuent à coups de bâtons et de sabots de bois (sgalmare) avec lesquels il est souvent représenté. 
Ses restes sont ensuite transportés à Trente pour y être déposés dans l'église qu'il a lui-même décidée, et où ils se trouvent encore aujourd'hui. Agrandie par la suite par son successeur Eugippius (ou Regippus), elle a été dédiée à Vigile, et elle est devenue la cathédrale de la ville. Immédiatement vénéré après sa mort, les actes de sa vie et de sa mort furent envoyés à Rome, où le pape Innocent Ier, selon l'Encyclopédie catholique, « semble avoir procédé à une canonisation formelle, car Benoît XIV appelle Vigile le premier martyr canonisé par un pape ». Sa fête est fixée au jour de sa mort, soit le 26 juin.
En 1988, la route par laquelle son corps aurait regagné la ville de Trente a été restaurée, signalée et dénommée "Chemin de San Vigilio" ou San Vili.   

### Articles liés
- Archidiocèse de Trente
- Liste des évêques et archevêques de Trente